# Dolly (audiovisual)

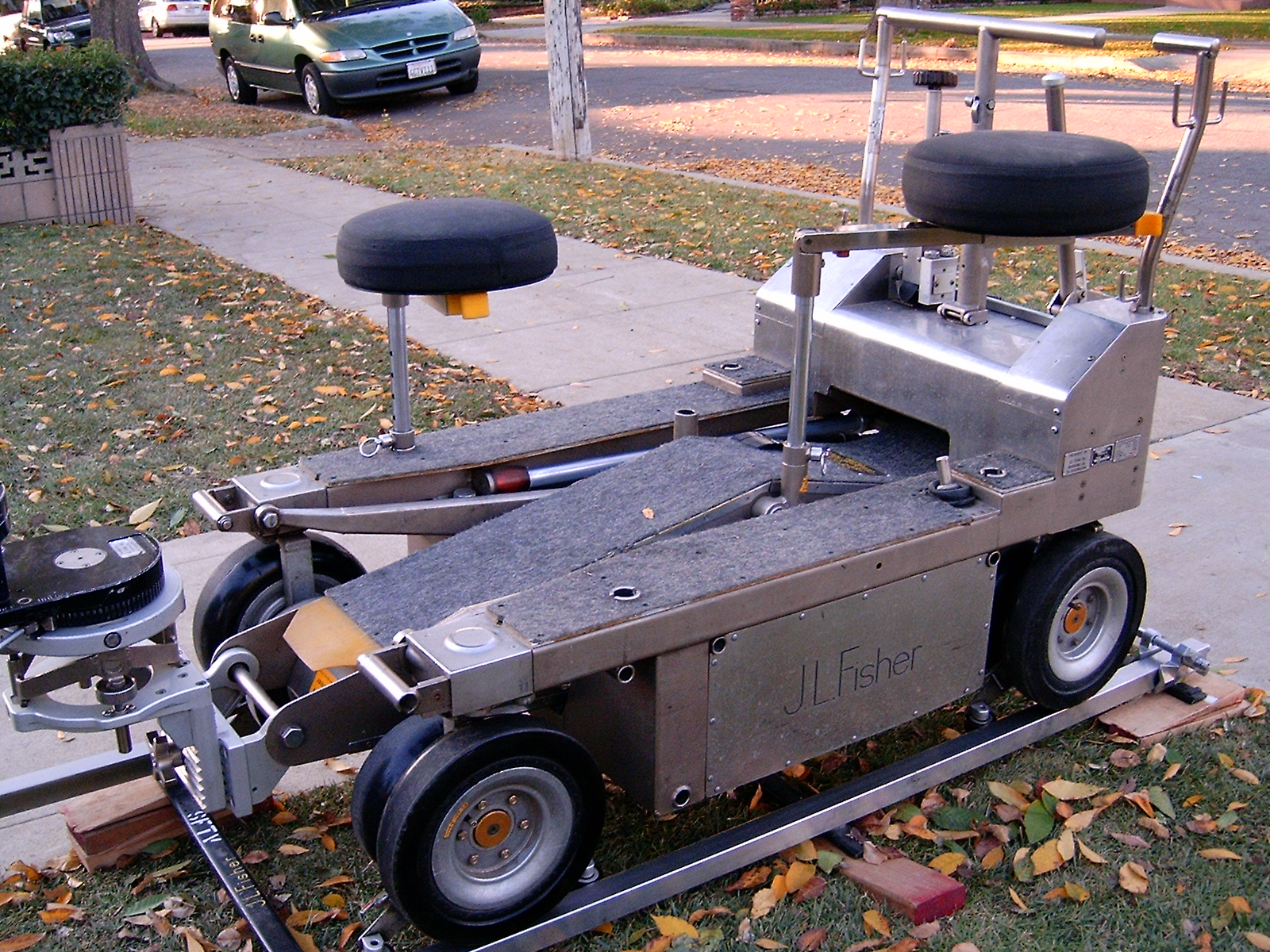
Dolly sobre raíles.

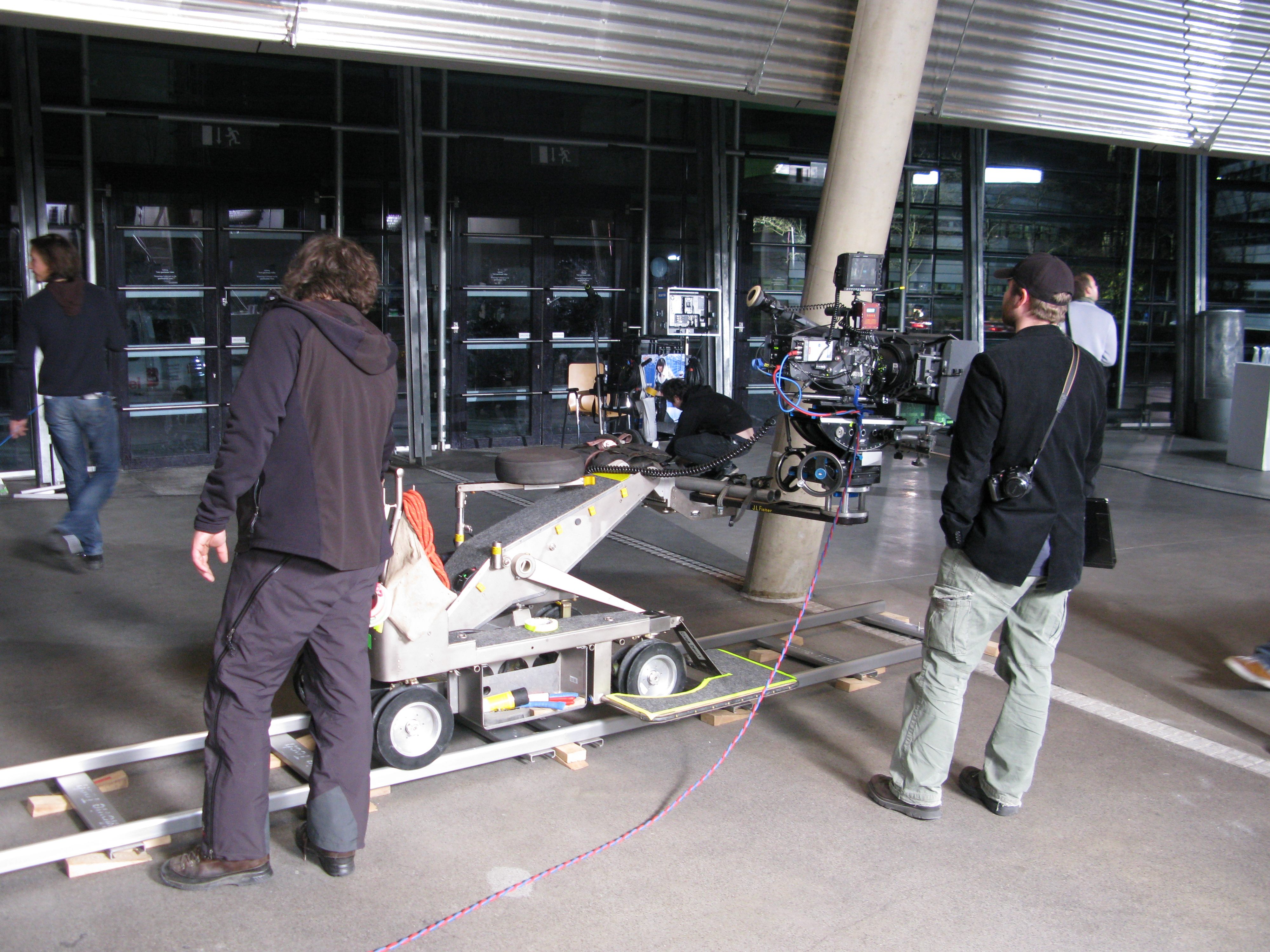
Dolly sobre raíles con cámara Arriflex
D-21

El dolly es una herramienta especializada del equipo de rodaje
cinematográfico y de producción televisiva, diseñada para realizar movimientos fluidos
(técnicas cinemáticas). La cámara está montada sobre el dolly y el operador de cámara y el primer ayudante (foquista) normalmente están subidos en el dolly para manejarla. El
maquinista es el técnico experto encargado del manejo del dolly.

## Movimiento
El dolly se usa como plataforma de rodaje sobre cualquier superficie, pero a menudo se
coloca encima de unos railes para realizar movimientos fluidos en un eje horizontal llamado
travelling o desplazamiento. Además, los estudios de cine más profesionales tienen un
brazo hidráulico que sube o baja la cámara sobre el eje vertical. Cuando el maquinista maneja la
cámara sobre ejes perpendiculares a la vez, realiza un movimiento que se conoce como movimiento compuesto.
Los movimientos del dolly también se pueden ejecutar sin rieles, lo que le proporciona
más libertad a nivel horizontal pero, a su vez, un mayor grado de dificultad. A estos se
les denomina dancefloor moves ("movimientos sobre pista de baile") y pueden realizarse o bien en la misma superficie (si es suficientemente lisa) o bien en una plataforma diseñada para el movimiento del dolly. Esta plataforma normalmente se compone de un grueso contrachapado en la parte inferior y de conglomerado en la parte superior.
Los dolly le permiten al maquinista realizar diferentes técnicas de giro. La técnica más común
es el giro de las ruedas traseras, en el cual las delanteras permanecen fijas, mientras que las
que están cerca de la palanca de control giran.
La segunda técnica, llamada giro circular, hace que las ruedas delanteras giren en dirección
opuesta a las traseras. Esto permite que el dolly realice movimientos circulares fluidos
y se utiliza a menudo cuando se usan rieles curvados. La tercera, denominada cangrejo
o movimiento lateral, se realiza girando las ruedas delanteras en la misma dirección que las
traseras. Con este método se pretende mover el dolly en sentido diagonal respecto de su parte delantera.

## Tipos
Los dolly de estudio son grandes, estables y, en ocasiones, tienen suspensiones hidráulicas. Por
ello, son la primera opción cuando se usan cámaras profesionales, tanto en estudio como en
exteriores. Generalmente, el maquinista de dolly es el encargado de operarlos.
Los dolly ligeros son más simples, más económicos y permiten un mejor manejo con cámaras de menor peso. Los cineastas independientes y los estudiantes suelen optar por este tipo de sistemas porque son más fáciles de utilizar. Existen algunos dolly con sitio para el operador y otros que solo tienen espacio para la cámara, de modo que el operador tiene que caminar al lado de ella. Los dolly compactos que se montan sobre soportes con ruedas reciben el nombre de doorway dolly.
La mejor forma de poder repetir el mismo movimiento de cámara para varias tomas (lo cual es
importante a la hora del montaje) es utilizar un dolly sobre raíles.

## Raíles
Tradicionalmente, los raíles utilizados para cámaras pesadas estaban fabricados en acero o
en aluminio. Aunque el acero es más pesado que el aluminio, es también más económico
y puede soportar más carga. Si bien los segmentos de los raíles más largos son más pesados a
la hora de su transporte, permiten que se pueda colocar el raíl recto sin realizar mucho esfuerzo. También existen raíles curvados. Los raíles de plástico se utilizan con un equipo más ligero. A principios del siglo XXI, las vías de goma flexibles permitían que se montara el equipo con más rapidez y que se transportara con más facilidad para su utilización con cámaras ligeras.

## Galería

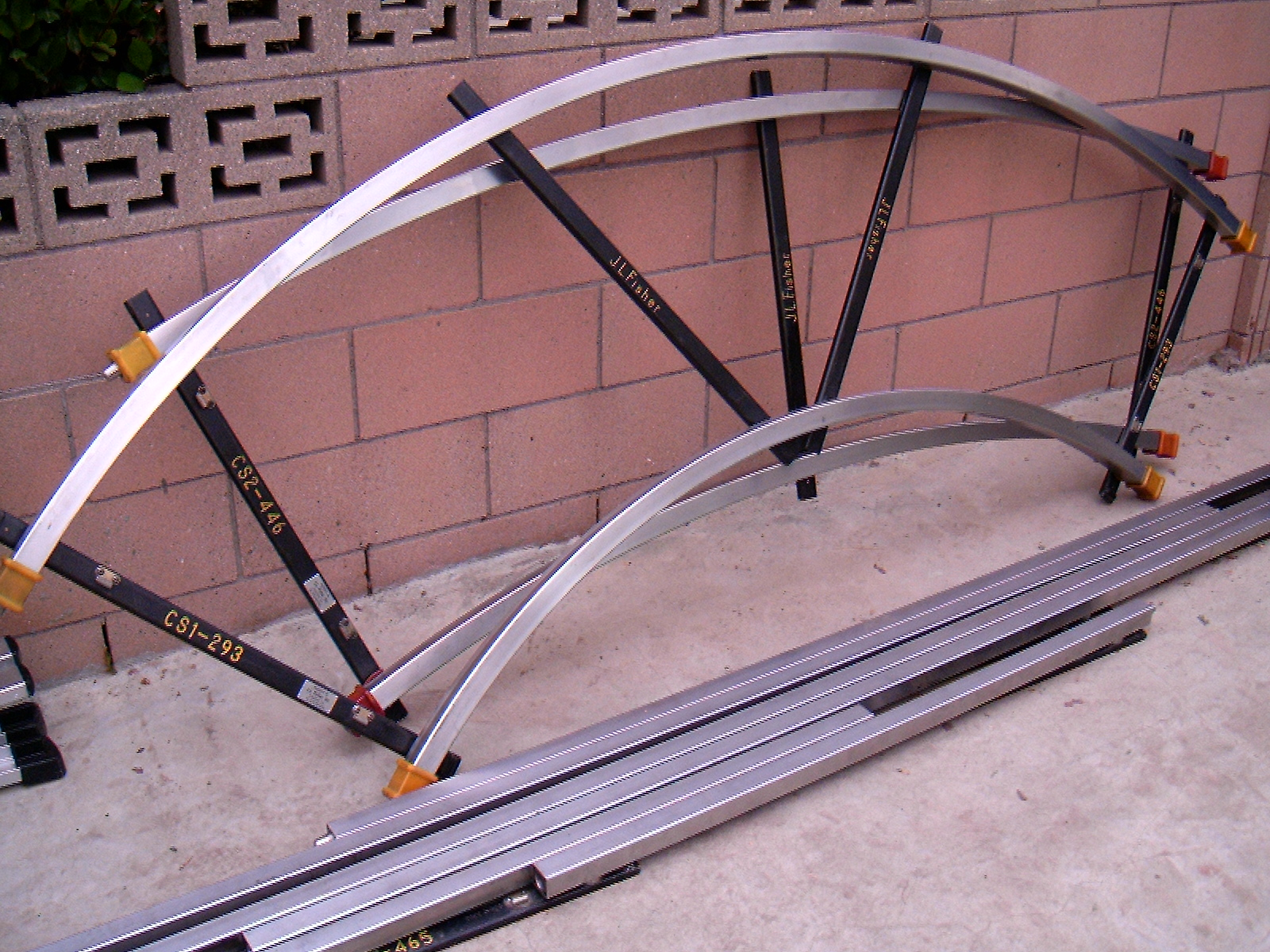
Raíles de acero
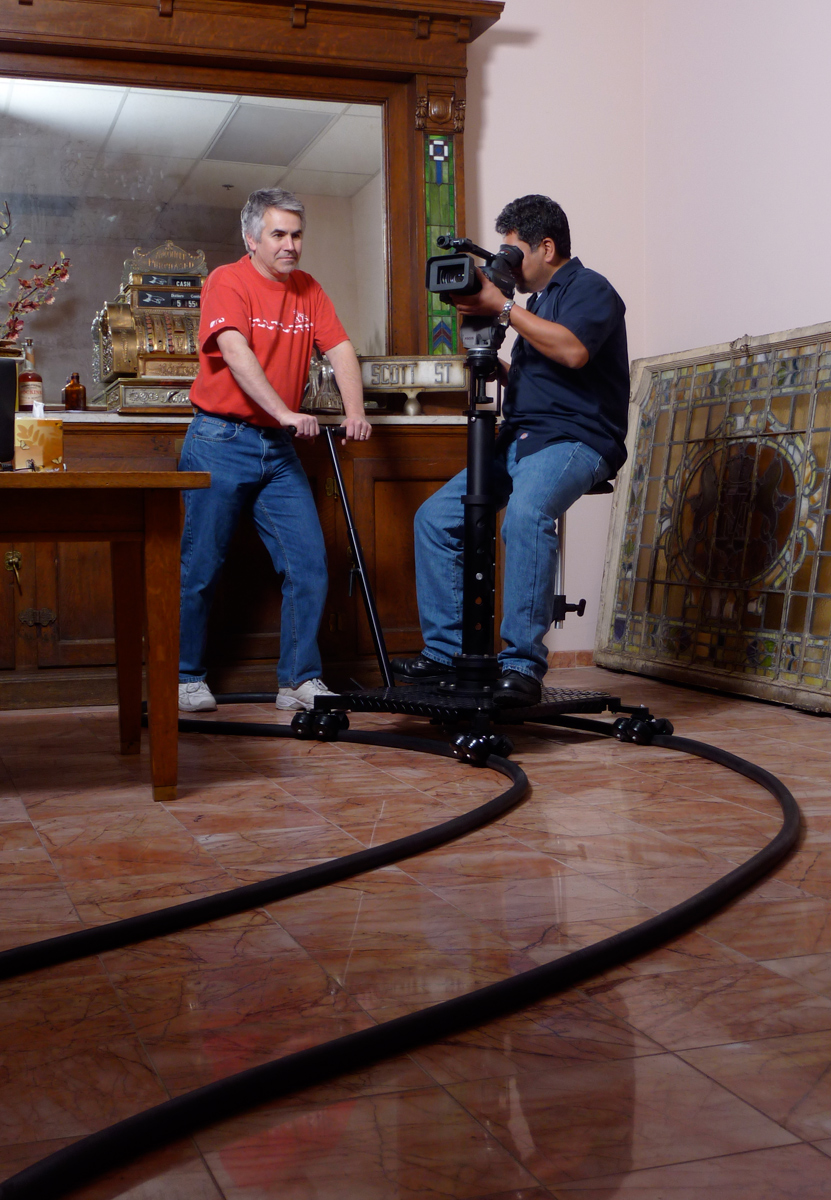
Dolly ligero con asiento desplazándose sobre un raíl flexible
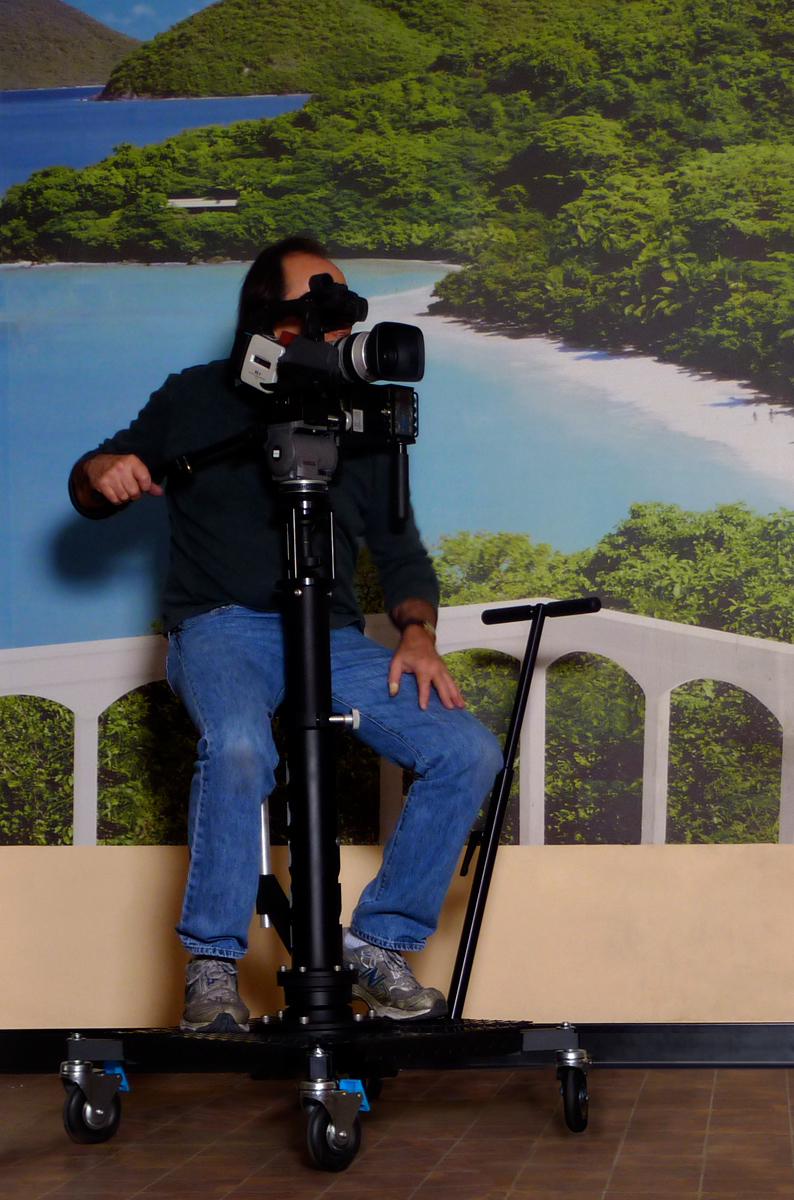
Dolly ligero sin raíles